# La Carrera (Vic)
La Carrera és una masia de Vic (Osona) protegida com a Bé Cultural d'Interès Local.

## Descripció
Edifici civil. Masia de planta rectangular coberta a dues vessants i amb el carener perpendicular a la façana, protegida per una volta que aguanta el terrat.
Al davant hi ha un portal i un murs que tanquen la petita lliça que s'hi forma al davant. Annexionat a la part esquerra hi ha un cobert. A llevant, a nivell del primer pis, hi ha finestres amb decoracions goticitzants.
El mas és construït amb pedra fins al nivell del primer pis amb alguns sectors de totxo vist.
L'estat de conservació és força bo.

## Història
Antic mas registrat al fogatge de 1553 de la parròquia i terme de Sant Martí de Sentfores, avui conegut per la guixa i annexionat a Vic. En aquest fogatge apareix Pere Carrera com a habitant del mas.
Per les característiques constructives, malgrat que cap llinda assenyali l'any, es degué reformar vers els segles XVII o XVIII.
Els propietaris ho són també del mas de tipus isabelí: El Ricart de Malla.